# Eremobium
Eremobium é um género botânico pertencente à família Brassicaceae.